# Austrotindaria benthicola
Austrotindaria benthicola är en musselart som beskrevs av Dell 1956. Austrotindaria benthicola ingår i släktet Austrotindaria och familjen Neilonellidae. Inga underarter finns listade i Catalogue of Life.